# نویهاوزن (نتس)
نویهاوزن (به آلمانی: Neuhausen) یک شهر در آلمان است که در انتسکرایس واقع شده‌است. نویهاوزن ۵٬۴۴۶ نفر جمعیت دارد.